# Hof van Gelre en Zutphen

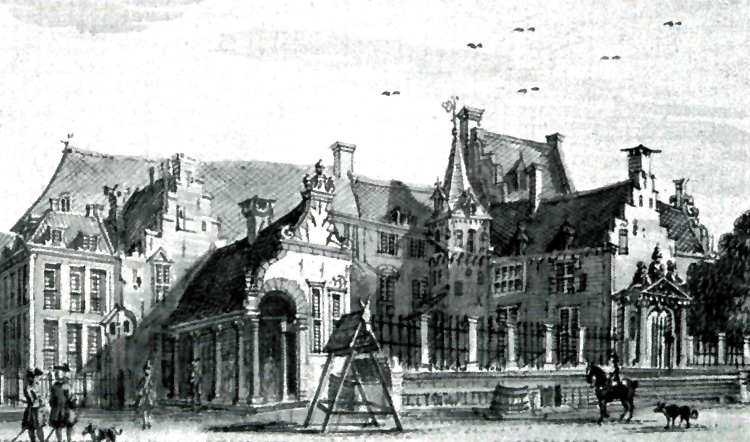
De Hof van Gelre (en Zutphen) te Arnhem, op dezelfde locatie staat tegenwoordig het provinciehuis.

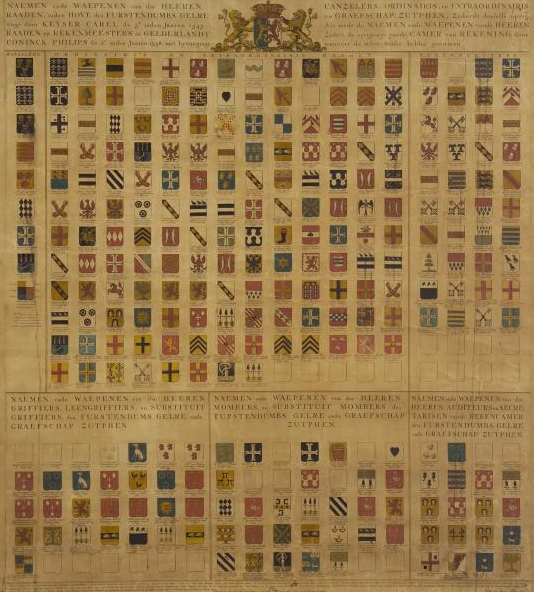
Wapenkaart van families, waarvan leden in de 16e eeuw functies binnen het Hof en Rekenkamer van de Hof van Gelre en Zutphen vervulden.

Het Hof van Gelre en Zutphen was vanaf 1544 tot en met 1811 het hoogste rechtsprekende bestuursorgaan van het hertogdom Gelre in Arnhem. Zij stond tegenover de Staten van Gelre en Zutphen (het hoogste wetgevende bestuursorgaan, ook wel de Gelderse Landdag genoemd) en de stadhouder van Gelre en Zutphen (de hoogste uitvoerende macht). Er was geen scheiding der machten: de stadhouder (tot 1581 in naam van de hertogen Karel V en Filips II) stond aan het hoofd van het Hof.

## Geschiedenis
In het Traktaat van Venlo van 12 september 1543 tussen keizer Karel V en de vertegenwoordigers van Gelre en Zutphen werd onder andere bepaald dat de Grote Raad van Mechelen niet langer bevoegd was om in Gelre de gewezen vonnissen in appel, cassatie of revisie te behandelen. In artikel 4 van het traktaat werd opgenomen dat Karel V toezegde dat er in de verhoudingen van Gelre en Zutphen ten aanzien van het Heilige Roomse Rijk geen veranderingen zouden komen. Verder bevestigde Karel het privilege de non evocando van keizer Hendrik VII uit 1310; dit werd op de Rijksdag van 22 april 1544 te Spiers nogmaals bevestigd. Het privilege hield onder andere in dat de Grote Raad van Mechelen in Gelre en Zutphen niet bevoegd was gewezen vonnissen in appel, revisie of cassatie te behandelen. De mogelijkheid vrijwillig in Mechelen in cassatie te gaan bleef optie.
Keizer Karel V werd dat jaar de nieuwe hertog voor Gelre. Conform het traktaat had hij het recht om het bestuur over Gelre en Zutphen te regelen. Hij stelde daarvoor René van Chalon aan als stadhouder en zegde toe enige raden en een kanselarij op te richten. In het eerste jaar werkten de keizerlijke raadsheren met de stadhouder en kanselier die niet in vaste dienst waren. Tussen 1544 en 1545 werden raadsheren voor het Hof van Gelre en Zutphen benoemd. De hertog regelde hun bevoegdheden en werkzaamheden middels de "kanselarij-ordonnantie" van 10 oktober 1547.
Terwijl de drie nederkwartieren van Gelre tijdens de Tachtigjarige Oorlog zich aansloten bij de Unie van Utrecht, ging het kwartier van Roermond deel uitmaken van de Zuidelijke Nederlanden als Spaans Gelre. Op 9 februari 1580 werd bekendgemaakt door middel van een koninklijk plakkaat (uitgevaardigd door Alexander Farnese de hertog van Parma) dat het Hof van Gelre en Zutphen voortaan in Roermond zou zetelen. Dit plakkaat werd echter niet erkend van staatse zijde. Zo gebeurde het dat er twee hoven zetelden in Gelre die zichzelf als voortzetting van het originele hof van 1543 beschouwden. Het Roermondse Hof bleef functioneren tot de Vrede van Utrecht in 1713, waarin Opper-Gelre werd opgedeeld.